# Iván García
Iván Alejandro García Navarro (Guadalajara, 25 de outubro de 1993) é um saltador do México, especialista em plataforma. Representou seu país nos Jogos Olímpicos de 2012 em Londres e conquistou uma medalha de prata na plataforma sincronizada. Ele ganhou três ouros Jogos Pan-Americanos, todos na plataforma. Seu parceiro no sincronizado é Germán Sánchez.